# Scambina aliena
Scambina aliena är en fjärilsart som beskrevs av Walker 1865. Scambina aliena ingår i släktet Scambina och familjen nattflyn. Inga underarter finns listade.